# Rafael García Torres
José Rafael García Torres (Ciudad de México, México, 14 de agosto de 1974) es un exfutbolista mexicano. Jugaba de centrocampista.

## Trayectoria
Poseedor de una zurda educada, destacó con el cuadro auriazul por sus buenas cualidades en el campo, aunque sin duda sus mejores momentos, los que lo encumbraron en su carrera los vivió con los Diablos Rojos del Toluca, con quienes logró salir campeón de liga en cuatro ocasiones.

### Pumas
Surgido de la cantera universitaria, empezó a destacar a nivel juvenil en las fuerzas básicas del cuadro auriazul, mismas que lo llevaron al primer equipo. Debutó en la temporada 92-93 en un partido celebrado en Ciudad Universitaria frente al Guadalajara, que en esa ocasión victimaron a los felinos por 1-2.
Le llevó un tiempo el proceso que antes se llevaba en los jóvenes que debutaban en el primer equipo para establecerse como un titular indiscutible, pero finalmente a partir de la temporada 94-95, logra ese cometido al disputar 32 partidos y marcar 8 goles. Sin embargo, pese a llegar a algunas liguillas por el título con el equipo, no logra el objetivo de ser campeón con el club Universidad. García jugó para Pumas de la temporada 92-93 al Verano 98, disputando 133 partidos y marcando 18 goles con la camiseta azul y oro.
A pesar de no ser uno de esos jugadores brillantes que han dejado una huella imborrable en este club, fue uno de los más destacados de aquella camada que vio jugadores como Braulio Luna, Israel López, el "Iguala" Carreón, David Oteo, Jesús Olalde, entre otros. Tenía una zurda privilegiada y un gran disparo de larga distancia. Por este motivo, metió grandes goles como jugador puma. Junto a Braulio eran los volantes creativos del club y tuvieron buenos partidos. Desafortunadamente fue un grupo que no logró ningún título de liga y su etapa como puma llegaría a su fin tras el Verano 98. Fue un jugador que en su momento era valorado por la afición; sin embargo tras su salida, pasó a ser uno de los jugadores más repudiados del club, situación que nunca se entendió, ya que pasó al Toluca, un club con el cual Pumas no tiene una gran rivalidad.

### Toluca
En el Invierno 98 llega al Toluca y permanece con los Diablos hasta el Clausura 2004. Es con el cuadro escarlata con quien vive sus mejores momentos como profesional, ya que sale campeón en cuatro ocasiones: Verano 98, Verano 99, Verano 2000 y Apertura 2002, rodeado de grandes jugadores como Cardozo, Carlos María Morales, Víctor Ruiz, Abundis, Cristante, Vicente Sánchez, entre otros. Como jugador escarlata disputó 214 partidos y anotó 27 goles. Tras destacar con los Diablos Rojos, es llamado a la Selección nacional por quien hoy día es su suegro, Ricardo La Volpe.

### Cruz Azul
Después de tantos logros con el cuadro mexiquense, pasa al Cruz Azul para disputar el Apertura 2004 y el Clausura 2005, con quienes disputa solo 14 partidos y anota un gol.

### Atlas
En el Apertura 2005 y Clausura 2006 se viste de rojinegro para disputar 27 partidos sin anotar un solo gol.

### Cruz Azul
Al salir del Atlas, vive una segunda etapa como jugador del Cruz Azul, donde solo juega el Apertura 2006 para disputar 14 partidos y marcar un gol.

### Veracruz
Emigra al puerto para jugar durante tres torneos cortos con el Veracruz. Se retira del fútbol con los escualos, con quienes juega del Clausura 2007 al Clausura 2008, disputando 18 partidos sin anotar goles.

## Selección nacional

### Categorías menores
Sub-17
Mundialista Sub-17 en Italia 1991, donde le anotó un gol a Congo. 
| Mundial                               | Sede   | Resultado    |
| ------------------------------------- | ------ | ------------ |
| Copa Mundial de Fútbol Sub-17 de 1991 | Italia | Primera fase |

Sub-23
Fue seleccionado Sub-23 en los Juegos Olímpicos de Atlanta. 
| Torneo                   | Sede           | Resultado        |
| ------------------------ | -------------- | ---------------- |
| Juegos Olímpicos de 1996 | Estados Unidos | Cuartos de final |

### Absoluta
Su primer llamado a la selección mayor fue durante la era de Bora Milutinovic, debutando el 7 de febrero de 1996 previo a los Juegos Olímpicos de Atlanta. 
Disputó torneos importantes como la Copa América 1997 y Copa América 1999. Campeón de la Copa Confederaciones en 1999. Mundialista mexicano en Corea-Japón 2002 y Alemania 2006 y campeón de la Copa de Oro en 2003.

### Participaciones en fases finales y clasificatorias
| Competición                    | Categoría | Sede                    | Resultado        | Partidos | Goles |
| ------------------------------ | --------- | ----------------------- | ---------------- | -------- | ----- |
| Copa América 1997              | Absoluta  | Bolivia                 | Tercer lugar     | 4        | 0     |
| Copa América 1999              | Absoluta  | Paraguay                | Tercer lugar     | 3        | 0     |
| Copa FIFA Confederaciones 1999 | Absoluta  | México                  | Campeón          | 2        | 0     |
| Copa Mundial FIFA 2002         | Absoluta  | Corea del Sur y Japón   | Octavos de final | 1        | 0     |
| Copa Oro CONCACAF 2003         | Absoluta  | Estados Unidos y México | Campeón          | 5        | 1     |
| Copa Oro CONCACAF 2005         | Absoluta  | Estados Unidos          | Cuartos de final | 1        | 0     |
| Copa Mundial FIFA 2006         | Absoluta  | Alemania                | Octavos de final | 0        | 0     |
| Total                          | –         | –                       | –                | 16       | 1     |

## Estadísticas
Las siguientes tablas detalla los encuentros disputados y los goles marcados en los clubes en los que ha militado y en selección nacional.

### Clubes
| U.N.A.M. · México |               |               |     |    |    |    |    |     |     |    |
| 1.ª | 1992-93       | 6             | 0   | -  | -  | -  | -  | 6   | 0   |    |
| 1.ª | 1993-94       | 16            | 0   | -  | -  | -  | -  | 16  | 0   |    |
| 1.ª | 1994-95       | 32            | 8   | 1  | 0  | -  | -  | 33  | 8   |    |
| 1.ª | 1995-96       | 36            | 6   | 1  | 1  | -  | -  | 37  | 7   |    |
| 1.ª | 1996-97       | 27            | 2   | 6  | 0  | -  | -  | 33  | 2   |    |
| 1.ª | 1997-98       | 31            | 4   | -  | -  | -  | -  | 31  | 4   |    |
| Total club | Total club    | 148           | 20  | 8  | 1  | -  | -  | 156 | 21  |    |
| Deportivo Toluca · México |               |               |     |    |    |    |    |     |     |    |
| 1.ª | 1998-99       | 39            | 4   | 1  | 0  | -  | -  | 40  | 4   |    |
| 1.ª | 1999-00       | 28            | 1   | 4  | 0  | -  | -  | 32  | 1   |    |
| 1.ª | 2000-01       | 26            | 0   | -  | -  | 6  | 2  | 32  | 2   |    |
| 1.ª | 2001-02       | 31            | 8   | 4  | 0  | 8  | 0  | 43  | 8   |    |
| 1.ª | 2002-03       | 46            | 7   | 3  | 1  | 8  | 0  | 57  | 8   |    |
| 1.ª | 2003-04       | 44            | 7   | 3  | 0  | -  | -  | 47  | 7   |    |
| Total club | Total club    | 214           | 27  | 15 | 1  | 22 | 2  | 251 | 30  |    |
| Cruz Azul F.C. · México |               |               |     |    |    |    |    |     |     |    |
| 1.ª | 2004-05       | 19            | 1   | -  | -  | -  | -  | 19  | 1   |    |
| 1.ª | 2006          | 14            | 1   | -  | -  | -  | -  | 14  | 1   |    |
| Total club | Total club    | 33            | 2   | -  | -  | -  | -  | 33  | 2   |    |
| Atlas F.C. · México |               |               |     |    |    |    |    |     |     |    |
| 1.ª | 2005-06       | 27            | 0   | -  | -  | -  | -  | 27  | 0   |    |
| Total club | Total club    | 27            | 0   | -  | -  | -  | -  | 27  | 0   |    |
| C.D. Veracruz · México |               |               |     |    |    |    |    |     |     |    |
| 1.ª | 2007          | 11            | 0   | -  | -  | -  | -  | 11  | 0   |    |
| 1.ª | 2007-08       | 7             | 0   | -  | -  | -  | -  | 7   | 0   |    |
| Total club | Total club    | 18            | 0   | -  | -  | -  | -  | 18  | 0   |    |
| Total carrera | Total carrera | Total carrera | 440 | 49 | 23 | 2  | 22 | 2   | 485 | 53 |
| (1)Incluye datos de la Copa México, Pre Pre Libertadores (1998, 1999, 2001 y 2002) e InterLiga (2004). (2)Incluye datos de la Copa Merconorte (2000) y Copa de Campeones de la Concacaf (1998, 2000 y 2003). |               |               |     |    |    |    |    |     |     |    |

## Palmarés

### Campeonatos nacionales
| Título           | Club   | País   | Año  |
| ---------------- | ------ | ------ | ---- |
| Primera División | Toluca | México | 1999 |
| Primera División | Toluca | México | 2000 |
| Primera División | Toluca | México | 2002 |

### Campeonatos internacionales
| Título                    | Equipo             | País                    | Año  |
| ------------------------- | ------------------ | ----------------------- | ---- |
| Copa FIFA Confederaciones | Selección Mexicana | México                  | 1999 |
| Copa Oro CONCACAF         | Selección Mexicana | México - Estados Unidos | 2003 |